# Гринько Внучкевич
Гринько́ Внучке́вич — зем'янин XV століття на теренах Великого князівства Литовського, Руського і Жемантійського, власник Малина, Корнина та іншими поселенням у Малинській волості Великого князівства.

## Життєпис
За вислугу отримав від польського короля Сигізмуда І поселення Корнин.

## Родина
- Донька 1 — дружина Остафія Горностая[1].
- Донька 2 — дружина Ворони, предка роду Вороничів[2].
- Донька 3 — дружина Івана Єльця[3].